# Campeonato Argentino M19 2000
El Campeonato Argentino de Menores de 19 años de 2000 fue un torneo para los seleccionados M19 de las uniones regionales afiliadas a la Unión Argentina de Rugby. La primera fase del torneo se disputó entre el 14 de octubre y el 18 de noviembre de 2000.
Los seleccionados M18 de algunas uniones participantes acompañaron a sus respectivos seleccionados M19 y disputaron encuentros preliminares previo a ciertos partidos del torneo. No hubo Campeonato Argentino M18, los encuentros fueron de carácter amistoso e incluyeron partidos contra clubes locales o seleccionados invitados como Chile.
El seleccionado de la Unión de Rugby de Tucumán venció 42-27 en la final al seleccionado de la Unión de Rugby de Cuyo, consiguiendo su séptimo título y el quinto en seis temporadas.

## Equipos participantes
Disputaron esta edición las selecciones de veintiún uniones provinciales: ocho en la Zona Campeonato, seis en la Zona Ascenso y siete en la Zona Estímulo. 
| División                  | Equipo              | Unión                                                     |
| ------------------------- | ------------------- | --------------------------------------------------------- |
| Zona Campeonato 8 equipos | Buenos Aires        | Unión de Rugby de Buenos Aires                            |
| Zona Campeonato 8 equipos | Córdoba             | Unión Cordobesa de Rugby                                  |
| Zona Campeonato 8 equipos | Cuyo                | Unión de Rugby de Cuyo                                    |
| Zona Campeonato 8 equipos | Entre Ríos          | Unión Entrerriana de Rugby                                |
| Zona Campeonato 8 equipos | Mar del Plata       | Unión de Rugby de Mar del Plata                           |
| Zona Campeonato 8 equipos | Rosario             | Unión de Rugby de Rosario                                 |
| Zona Campeonato 8 equipos | Salta               | Unión de Rugby de Salta                                   |
| Zona Campeonato 8 equipos | Tucumán             | Unión de Rugby de Tucumán                                 |
| Zona Ascenso 6 equipos    | Austral             | Unión de Rugby Austral                                    |
| Zona Ascenso 6 equipos    | Centro              | Unión de Rugby del Centro de la Provincia de Buenos Aires |
| Zona Ascenso 6 equipos    | San Juan            | Unión Sanjuanina de Rugby                                 |
| Zona Ascenso 6 equipos    | Santa Fe            | Unión Santafesina de Rugby                                |
| Zona Ascenso 6 equipos    | Santiago del Estero | Unión Santiagueña de Rugby                                |
| Zona Ascenso 6 equipos    | Sur                 | Unión de Rugby del Sur                                    |
| Zona Estímulo 7 equipos   | Alto Valle          | Unión de Rugby del Alto Valle de Río Negro y Neuquén      |
| Zona Estímulo 7 equipos   | Chubut              | Unión de Rugby del Valle del Chubut                       |
| Zona Estímulo 7 equipos   | Formosa             | Unión de Rugby de Formosa                                 |
| Zona Estímulo 7 equipos   | Jujuy               | Unión Jujeña de Rugby                                     |
| Zona Estímulo 7 equipos   | Misiones            | Unión de Rugby de Misiones                                |
| Zona Estímulo 7 equipos   | Nordeste            | Unión de Rugby del Nordeste                               |
| Zona Estímulo 7 equipos   | Oeste               | Unión de Rugby del Oeste de Buenos Aires                  |

## Zona Campeonato

### Subzona A
| Pos. | Equipos | Partidos | Partidos | Partidos | Tantos | Tantos | Tantos | Pts. |
| Pos. | Equipos | G        | E        | P        | PF     | PC     | DP     | Pts. |
| ---- | ------- | -------- | -------- | -------- | ------ | ------ | ------ | ---- |
| 1.°  | Tucumán | 2        | 0        | 1        | 68     | 71     | -3     | 4    |
| 2.°  | Cuyo    | 1        | 1        | 1        | 64     | 64     | +0     | 3    |
| 3.°  | Córdoba | 1        | 1        | 1        | 54     | 56     | -2     | 3    |
| 4.°  | Salta   | 1        | 0        | 2        | 57     | 52     | +5     | 2    |

|  | Clasifica a fase final |

| 14 de octubre | Tucumán | 26 - 19 | Córdoba |  |  |
|               |         | Reporte |         |  |  |

| 14 de octubre | Salta | 17 - 22 | Cuyo |  |  |
|               |       | Reporte |      |  |  |

| 21 de octubre | Córdoba | 10 - 5  | Salta | Córdoba Athletic Club, Córdoba                |                                               |
|               |         | Reporte |       | Árbitro(s): Eduardo Villarreal (Buenos Aires) | Árbitro(s): Eduardo Villarreal (Buenos Aires) |

| 21 de octubre | Cuyo | 17 - 22 | Tucumán |  |  |

| 28 de octubre | Tucumán | 20 - 35 | Salta |  |  |

| 28 de octubre | Cuyo | 25 - 25 | Córdoba |  |  |
|               |      | Reporte |         |  |  |

### Subzona B
| Pos. | Equipos       | Partidos | Partidos | Partidos | Tantos | Tantos | Tantos | Pts. |
| Pos. | Equipos       | G        | E        | P        | PF     | PC     | DP     | Pts. |
| ---- | ------------- | -------- | -------- | -------- | ------ | ------ | ------ | ---- |
| 1.°  | Buenos Aires  | 3        | 0        | 0        | 123    | 42     | +81    | 6    |
| 2.°  | Rosario       | 2        | 0        | 1        | 85     | 46     | +39    | 4    |
| 3.°  | Mar del Plata | 0        | 1        | 2        | 43     | 54     | -11    | 1    |
| 4.°  | Entre Ríos    | 0        | 1        | 2        | 17     | 126    | -109   | 1    |

|  | Clasifica a fase final |

| 14 de octubre | Mar del Plata | 20 - 22 | Buenos Aires | Mar del Plata Club, Mar del Plata |  |
|               |               | Reporte |              |                                   |  |

| 14 de octubre | Rosario | 48 - 0  | Entre Ríos |  |  |
|               |         | Reporte |            |  |  |

| 21 de octubre | Buenos Aires | 61 - 0  | Entre Ríos | San Isidro Club, San Isidro |  |
|               |              | Reporte |            |                             |  |

| 21 de octubre | Mar del Plata | 6 - 15 | Rosario |  |  |

| 28 de octubre | Entre Ríos | 17 - 17 | Mar del Plata |  |  |

| 28 de octubre | Rosario | 22 - 40 | Buenos Aires | Duendes Rugby Club, Rosario |  |

## Zona Ascenso

### Subzona A
| Pos. | Equipos | Partidos | Partidos | Partidos | Tantos | Tantos | Tantos | Pts. |
| Pos. | Equipos | G        | E        | P        | PF     | PC     | DP     | Pts. |
| ---- | ------- | -------- | -------- | -------- | ------ | ------ | ------ | ---- |
| 1.°  | Sur     | 2        | 0        | 0        | 61     | 20     | +41    | 4    |
| 2.°  | Austral | 1        | 0        | 1        | 29     | 41     | -12    | 2    |
| 3.°  | Centro  | 0        | 0        | 2        | 24     | 53     | -29    | 0    |

| 14 de octubre | Centro | 10 - 34 | Sur |  |  |

| 21 de octubre | Austral | 19 - 14 | Centro |  |  |

| 28 de octubre | Sur | 27 - 10 | Austral |  |  |

### Subzona B
| Pos. | Equipos         | Partidos | Partidos | Partidos | Tantos | Tantos | Tantos | Pts. |
| Pos. | Equipos         | G        | E        | P        | PF     | PC     | DP     | Pts. |
| ---- | --------------- | -------- | -------- | -------- | ------ | ------ | ------ | ---- |
| 1.°  | Santa Fe        | 2        | 0        | 0        | 59     | 45     | +14    | 4    |
| 2.°  | San Juan        | 1        | 0        | 1        | 37     | 37     | +0     | 2    |
| 3.°  | Sgo. del Estero | 0        | 0        | 2        | 21     | 35     | -14    | 0    |

| 14 de octubre | Santiago del Estero | 5 - 8 | San Juan |  |  |

| 21 de octubre | Santa Fe | 27 - 16 | Santiago del Estero |  |  |

| 28 de octubre | San Juan | 29 - 32 | Santa Fe |  |  |

## Zona Estímulo

### Subzona A
| Pos. | Equipos  | Partidos | Partidos | Partidos | Tantos | Tantos | Tantos | Pts. |
| Pos. | Equipos  | G        | E        | P        | PF     | PC     | DP     | Pts. |
| ---- | -------- | -------- | -------- | -------- | ------ | ------ | ------ | ---- |
| 1.°  | Nordeste | 3        | 0        | 0        | 136    | 10     | +126   | 6    |
| 2.°  | Misiones | 2        | 0        | 1        | 25     | 84     | -59    | 4    |
| 3.°  | Formosa  | 1        | 0        | 2        | 46     | 49     | -3     | 2    |
| 4.°  | Jujuy    | 0        | 0        | 3        | 12     | 76     | -64    | 0    |

| 14 de octubre | Jujuy | 7 - 24 | Formosa |  |  |

| 14 de octubre | Nordeste | 67 - 0 | Misiones |  |  |

| 21 de octubre | Misiones | 7 - 5 | Jujuy |  |  |

| 21 de octubre | Formosa | 10 - 24 | Nordeste |  |  |

| 28 de octubre | Jujuy | 0 - 45 | Nordeste |  |  |

| 28 de octubre | Formosa | 12 - 18 | Misiones |  |  |

### Subzona B
| Pos. | Equipos    | Partidos | Partidos | Partidos | Tantos | Tantos | Tantos | Pts. |
| Pos. | Equipos    | G        | E        | P        | PF     | PC     | DP     | Pts. |
| ---- | ---------- | -------- | -------- | -------- | ------ | ------ | ------ | ---- |
| 1.°  | Alto Valle | 2        | 0        | 0        | 92     | 7      | +85    | 4    |
| 2.°  | Chubut     | 1        | 0        | 1        | 25     | 54     | -29    | 2    |
| 3.°  | Oeste      | 0        | 0        | 2        | 10     | 66     | -56    | 0    |

| 14 de octubre | Chubut | 18 - 10 | Oeste |  |  |

| 21 de octubre | Oeste | 0 - 48 | Alto Valle |  |  |

| 28 de octubre | Alto Valle | 44 - 7 | Chubut |  |  |

## Fase final
|  | Semifinales    | Semifinales    | Semifinales    |         |      | Final           | Final           | Final           |  |
|  | 4 de noviembre | 4 de noviembre | 4 de noviembre |         |      | 18 de noviembre | 18 de noviembre | 18 de noviembre |  |
|  |                |                |                |         |      |                 |                 |                 |  |
|  |                |                |                |         |      |                 |                 |                 |  |
|  | Buenos Aires   | Buenos Aires   | 17             |         |      |                 |                 |                 |  |
|  | Buenos Aires   | Buenos Aires   | 17             |         |      |                 |                 |                 |  |
|  | Cuyo           | Cuyo           | 21             |         |      |                 |                 |                 |  |
|  | Cuyo           | Cuyo           | 21             |         | Cuyo | Cuyo            | 27              |                 |  |
|  |                |                |                |         | Cuyo | Cuyo            | 27              |                 |  |
|  |                |                | Tucumán        | Tucumán | 42   |                 |                 |                 |  |
|  | Tucumán        | Tucumán        | Tucumán        | Tucumán | 42   | 21              |                 |                 |  |
|  | Tucumán        | Tucumán        |                |         |      | 21              |                 |                 |  |
|  | Rosario        | Rosario        | 13             |         |      |                 |                 |                 |  |
|  | Rosario        | Rosario        | 13             |         |      |                 |                 |                 |  |
|  |                |                |                |         |      |                 |                 |                 |  |

### Semifinales
| 4 de noviembre | Buenos Aires | 17 - 21 | Cuyo | CASI, San Isidro |  |
|                |              | Reporte |      |                  |  |

| 4 de noviembre | Tucumán | 21 - 13 | Rosario |  |  |

### Final
| 18 de noviembre | Cuyo | 27 - 42 | Tucumán | Mendoza Rugby Club, Bermejo                  |                                              |
|                 |      | Reporte |         | Árbitro(s): Juan Pablo Spirandelli (Rosario) | Árbitro(s): Juan Pablo Spirandelli (Rosario) |

| Bandera de la Provincia de Tucumán |
| Tucumán Campeón                    |
| Séptimo título                     |